# Josefa Burguete
Josefa Burguete (Pamplona, 1722- Pamplona, 1787). Es hija primogénita del impresor Alfonso Burguete y de María Francisca de Neira, también hija de impresores. Casó con el impresor Martín José de Rada y, a la muerte de éste, en 1775, toma el mando del negocio de imprenta y librería y lo ejerce hasta su fallecimiento en 1787. En este tiempo firmó las impresiones como "Viuda de Martín José de Rada".
Los 12 años en que la imprenta aparece bajo su responsabilidad (1775-1787) ofrecen un ritmo de trabajo modesto, aunque regular. Se realizan encargos de poco fuste por su complejidad, extensión y coste. En su mayor parte obedecen a compromisos anuales, procedentes de los mismos editores, que se resuelven con discreción y poca creatividad, aunque se ha de tener presente que el mercado de este tipo de publicaciones, predominantemente litúrgicas, no exigía más. El taller, por su dimensión y dotación de personal, parece llevar una vida sosegada, sin ambiciones ni estridencias.

## Infancia y matrimonio (1722-1745)
Fue bautizada en la parroquia de San Nicolás de Pamplona el 27 de octubre de 1722. Tuvo tres hermanos. 
A los 23 años casó en esa misma parroquia con Martín José Rada, que tenía la misma edad. 
Martín José, tras fracasar como impresor autónomo, hacía poco tiempo que había comenzado a trabajar en la imprenta de los Burguete, regentada por la viuda María Francisca de Neira. Así, gracias a la boda, en poco tiempo pasó de asalariado a regir el negocio, en calidad de consorte de la heredera.
En la parroquia de San Nicolás fueron bautizados, entre 1746 y 1762, los ocho hijos que tuvo el matrimonio, seis varones y dos hembras. 
Inicialmente vivieron en la casa familiar, en compañía de María Francisca de Neira. A cambio del trabajo de Rada, la pareja recibe todo lo necesario para vivir y, al cabo de los días de la madre, será propietaria del negocio. La relación familiar se vino abajo a los tres años de convivencia  y la madre expulsó de casa a la hija, al yerno y a los dos nietos. 

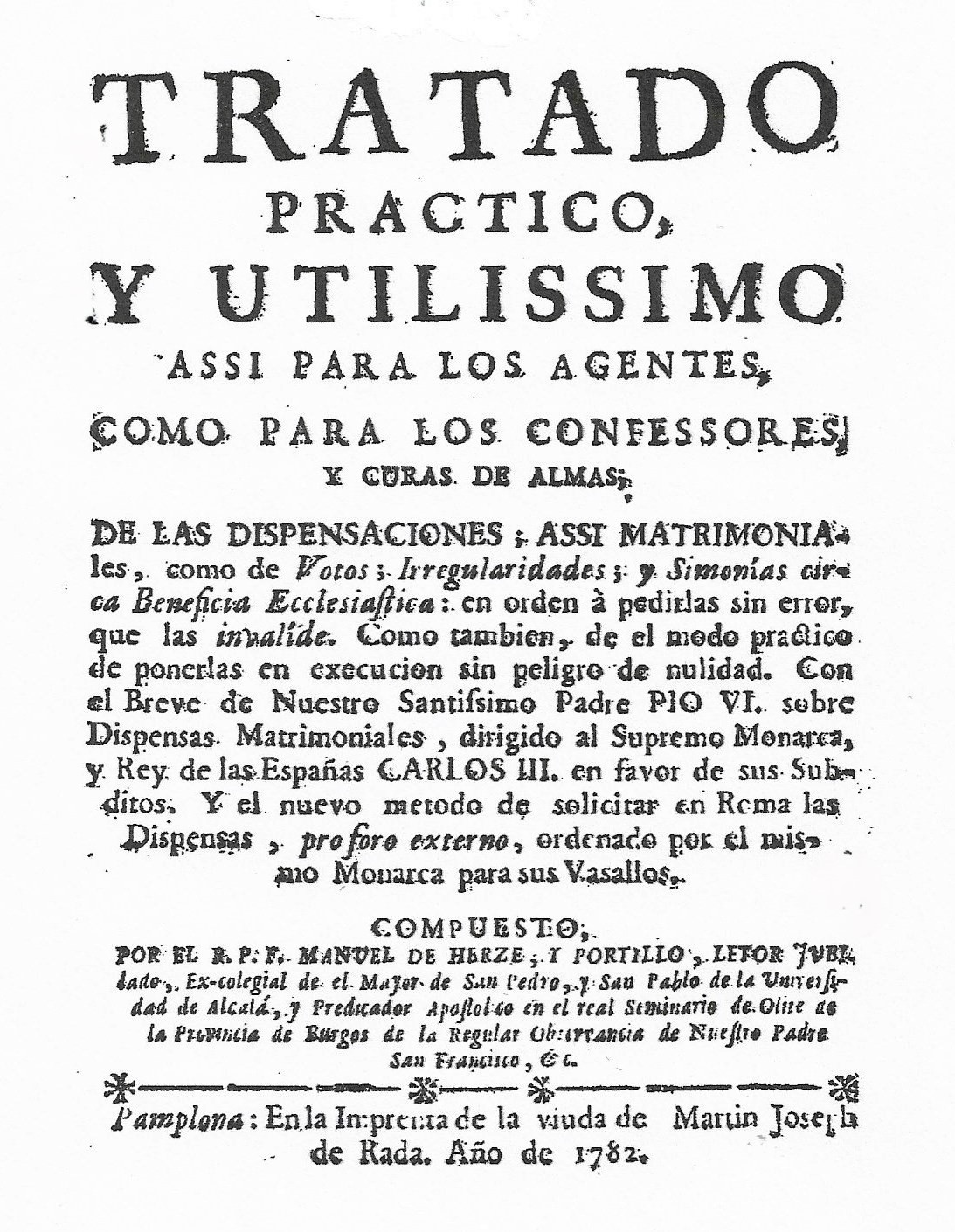
Tratado de Derecho Canónico realizado "En la Imprenta de la viuda de Martin Joseph de Rada"

Más tarde, en 1757, cuando ya había llegado el cuarto hijo, el matrimonio alquiló una vivienda en la calle Zapatería, también en el barrio de San Nicolás. El contrato se firmó por tres años con una renta anual de 25 ducados (275 reales), a pagar, en plazos semestrales, a las carmelitas descalzas, las propietarias.
La situación familiar y profesional cambió radicalmente a partir de 1766, cuando Martín José Rada empezó a sufrir una enfermedad que, en poco tiempo, le dejó incapacitado y que, tras nueve años, en 1775, a los 53 años, le llevó a la muerte. En estas circunstancias, Josefa Burguete tuvo que tomar las riendas de la imprenta con la ayuda de su hijo mayor, José Francisco, que, al morir su padre, tenía 29 años.
Josefa Burguete, hija de impresor, viuda de impresor y madre de impresor, a partir de 1775, a los 53 años, cuando fallece su marido, figura al frente del taller familiar, aunque de hecho se había incorporado al mismo nueve años antes, cuando su esposo enfermó gravemente. Esta situación no era nueva para ella, ya que su madre, María Francisca de Neira, tuvo que hacer otro tanto cuando, en 1755, enviudó de Alfonso Burguete.

## Testamento (1784)
En 1784, de los ocho hijos habidos por Josefa Burguete, que en esta fecha cuenta 62 años, solamente viven cuatro: José Francisco, el primogénito, que regenta el negocio, Manuela, Nicolasa y José Remigio. En ese año la salud de Josefa se resiente y determina hacer testamento; nombra heredero a su hijo mayor, José Francisco de Rada, al que entrega “toda la imprenta y demás correspondiente a ella” y le ordena dotar a sus dos hermanas, Manuela y Nicolasa, cuando llegue el momento, con 50 pesos (400 reales) a cada una; por último, deberá entregar 25 pesos (200 reales) a su hermano pequeño, José Remigio. 
En el testamento, además, precisa que de todo lo demás, “remanente de bienes, efectos, y menaje de casa, doy y nombro por herederos a dichos mis cuatro hijos por iguales partes, para que hermanablemente los repartan”. Por último, se añade que “si se verificase fallecer sin sucesión dicho José [Francisco], pase la expuesta imprenta a poder de la referida Nicolasa, con las mismas obligaciones que van indicadas y la de mantener a la viuda de dicho José [Francisco]”.

## Muerte (1787)
Josefa Burguete falleció el 2 de agosto de 1787, a los 64 años, “con todos los sacramentos”. Cumpliendo su voluntad, fue enterrada en la sepultura que poseía en la parroquia de san Saturnino, en la que habían sido inhumados su padre y su esposo. Se le hicieron tres días de función religiosa por su alma.
La muerte de la titular no supone cambio alguno en el taller. El último libro aparecido con su nombre en el pie de imprenta es de 1787; se trata del Ordo recitandi divinum officium de Simón de Altuna. Pues bien, al año siguiente volverá a imprimirse esta misma obra y ahora llevará el nombre de José Francisco Rada como impresor. La continuidad del negocio familiar estaba asegurada.

## Producción de libros
El trabajo del taller de la viuda de Martín José Rada, al margen de la impresión de pequeños trabajos, folletos y hojas sueltas, suma 13 libros en 12 años de actividad, lo que constituye un nivel modesto, por debajo de la media registrada en los talleres pamploneses del Setecientos, máxime si se tiene en cuenta que se trata de obras de poco fuste, como el Ordo recitandi officium divinum, la "Gallofa", de periodicidad anual, para uso de clérigos, de cuya venta tenía el monopolio el Hospital General de Pamplona. 
Dentro de la regularidad de la actividad, se ha de precisar que en 1778 y 1779 no se conoce la impresión de libros. 
Los 13 títulos con el pie de imprenta de Josefa Burguete vienen a suponer el dos por ciento de la producción total registrada en Navarra en el Setecientos. 
| Producción de libros de la imprenta de Josefa Burguete (1775-1787) |
| ------------------------------------------------------------------ |
|                                                                    |

### Características de la producción de libros
Predominan las reediciones sobre las primeras ediciones -diez frente a tres-, como consecuencia de una política editorial dirigida hacia obras litúrgicas de gran demanda y difusión.

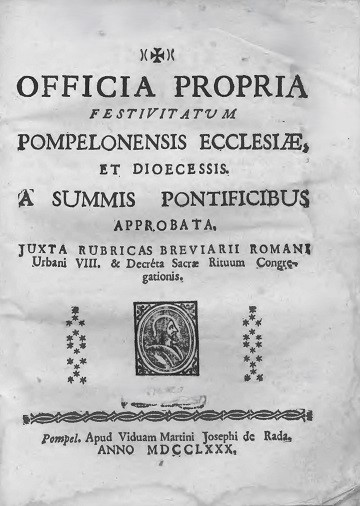
Liturgia de las festividades de Pamplona y su diócesis

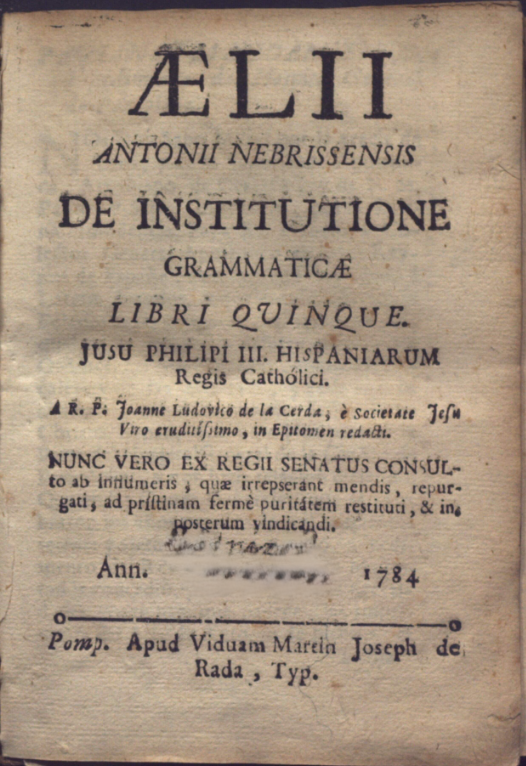
Manual de latín impreso de manera reiterada

La imprenta trabaja prioritariamente para el Hospital General de Pamplona, que, como ya había sucedido en tiempos de Martín José Rada, le encarga la impresión de los calendarios anuales de los oficios litúrgicos de la diócesis de Pamplona cuya venta tenía en exclusiva. Cabe pensar que se había establecido un régimen de confianza mutua que garantizaba la entrega de los encargos, con la tranquilidad de que se iban a llevar a cabo en las condiciones habituales, incluidas la puntualidad y la economía. De esta manera salieron a la luz los Officia, de Usarralde (4 títulos) y Altuna (3), que suman siete de los trece títulos registrados.
Se comprueba la continuidad con su predecesor, Martín José Rada, en el tipo de encargos y en el ritmo de trabajo, lo que resulta congruente con la situación que experimentó esta imprenta, desde 1766, cuando por enfermedad del aquel, su esposa e hijo tuvieron que hacerse cargo del negocio. La misma continuidad se advertirá cuando el taller pase de la madre al hijo, de Josefa Burguete a José Francisco Rada. En resumen: el cambio de pie de imprenta, por fallecimiento del impresor titular, no representa cambio en la clientela, orientación y actividad.
Visto el tipo de encargos recibidos, que se concentran en las "gallofas" editadas por el Hospital General, la proporción de obras religiosas es abrumadora, ya que representa tres cuartas partes. Tan solo cabe señalar en otros campos temáticos el Tratado práctico de dispensas así matrimoniales como de votos del franciscano Manuel de Herce y Portillo, que se reeditará hasta mediados del siglo XIX, el Compendio heráldico de Pedro José de Aldazábal y la Gramática de legua latina de Nebrija.
En consonancia con el predominio de títulos litúrgicos, el latín es la lengua dominante, en tanto que únicamente se editan en castellano los tratados ya mencionados de Derecho Canónico y de heráldica, así como el Catón Cristiano del jesuita Gaspar Astete. 
Dominan los formatos pequeños, idóneos para las obras impresas en el taller de Josefa Burguete, caracterizadas por su modestia y precio asequible. En este sentido, es significativo que dos terceras partes son en octavo o formato menor.
Se constata, una vez más, que a ediciones de formatos pequeños corresponden volúmenes de poca paginación. En esta ocasión, casi la mitad de la producción está por debajo de las cien páginas, lo que representa una muestra más de la modestia de los encargos recibidos por el taller sustentado por la viuda de Martín José Rada con el apoyo de su hijo.
La calidad técnica está a tono con la poca entidad de los encargos. Predominan las impresiones normales, aceptables, y se apunta la existencia de otras con un nivel inferior, deficiente; mientras que solo una tiene calidad destacada.